# Se souvenir des belles choses
Se souvenir des belles choses je francouzské filmové drama z roku 2002, které režírovala Zabou Breitman podle vlastního scénáře. Snímek měl světovou premiéru na světovém filmovém festivalu v Montréalu dne 24. srpna 2001.

## Děj
Claire Poussin je 32letá žena, která trpí problémy s pamětí od té doby, co ji – pravděpodobně – zasáhl blesk při procházce v lese. Její sestra se rozhodne vzít ji do paměťového centra, kde o pět let dříve zemřela jejich matka na Alzheimerovu chorobu. Profesor Licht vypadá sebejistě a souhlasí s tím, že ji přijme do denního stacionáře. Mladá žena se tu seznámí s výstředními lidmi a čtyřicátníkem Philippem, který přišel o ženu a syna při autonehodě, na kterou si ale nepamatuje. Claire se začíná vracet k životu. S Philippem prožije i přes svou nemoc milostný příběh.

## Obsazení
| Isabelle Carré        | Claire Poussin           |
| Bernard Campan        | Philippe                 |
| Bernard Le Coq        | profesor Christian Licht |
| Zabou Breitman        | psycholog Marie Carrasco |
| Guilaine Londez       | ortofonik                |
| Anne Le Ny            | Nathalie Poussin         |
| Dominique Pinon       | Robert                   |
| Aude Briant           | Corinne                  |
| Denys Granier-Deferre | Toto                     |
| François Levantal     | Daniel                   |
| Jean-Claude Deret     | Léo Finkel               |
| Céline Léger          | Sarah                    |
| Alain Khong Chhan     | kuchař                   |
| Julien Courbey        | Stéphane                 |
| Flavie Péan           | Stella                   |
| Antonin Chalon        | mladý Finkel             |
| Maher Kamoun          | Zizou                    |

## Ocenění
- Filmový festival v Cabourgu: Zlatá labuť pro nejslibnějšího herce (Bernard Campan)
- César: nejlepší herečka (Isabelle Carré),nejlepší herec ve vedlejší roli (Bernard Le Coq), nejlepší filmový debut (Zabou Breitman)
- Zlaté hvězdy francouzské kinematografie: nejlepší filmový debut (Zabou Breitman)
- Lumiéres: nejlepší ženský herecký výkon (Isabelle Carré)
- Francouzský svaz filmových a televizních kritiků: Cena kritiků za nejlepší filmový debut (Zabou Breitman)